# ブーゲンビル島の戦い
ブーゲンビル島の戦い（ブーゲンビルとうのたたかい）は、太平洋戦争（大東亜戦争）中の戦闘の一つである。日本軍が占領したブーゲンビル島で、アメリカ軍が上陸した1943年11月1日から停戦の1945年8月21日まで戦われた。

## 背景
ブーゲンビル島は、第一次世界大戦後オーストラリアによって委任統治されていた。1942年3月に日本軍は米豪遮断作戦の一環としてソロモン諸島の一部であるこの島を占領し、飛行場建設を開始した。ガダルカナル島の戦いが始まると、ラバウルからガダルカナル島を攻撃するための中間基地として重視されて飛行場建設が急がれ、北端に付属するブカ島と南端のブインに飛行場が完成した。このほか東岸のキエタにも小規模な飛行場が整備された。南端に付属するショートランド諸島には泊地と水上機基地が設けられ、ガダルカナル戦で重要な役割を果たした。ブインには第八艦隊司令部も進出している。なお、当時の日本軍はブーゲンビル島を「ボーゲンビル島」としばしば表記している。
戦況の悪化に伴い1943年中盤よりアメリカ軍の飛行場への航空攻撃は強化されていった。ブイン飛行場には、海軍航空隊の零戦が70機あまり展開していたが、度重なるアメリカ軍との交戦によって30機前後にまで減り、全滅を避けてラバウルに転進した。
日本軍の陸上兵力は、陸軍が第17軍第6師団を中心に4万人、海軍が第8連合陸戦隊と設営隊を中心に2万人が配備されていた。しかし、砲火力が低く対戦車装備も不足していた。島内の交通路の整備も不十分で、迅速な部隊機動も難しかった。日本軍にとって、ブーゲンビル島での上陸地点への反撃は、ガダルカナル島で失敗したジャングルを通って敵飛行場に接近するパターンと同じになり、結果も同様の失敗となる。
アメリカ軍はラバウルの孤立化を目指すカートホイール作戦を発動した。8月5日にニュージョージア島のムンダ飛行場がアメリカ軍の手に落ち、10月にはコロンバンガラ島からの撤退を余儀なくされた。ルンガ泊地のアメリカ軍艦隊は次第に数を増しており、次に攻撃されるのがブーゲンビル島であることは明白であった。日本軍は大発動艇などを駆使してブーゲンビル島へ物資を送り込んだ。
アメリカ側はニュージョージア島の戦いで飛行場奪取を狙って苦戦した経験から、ブーゲンビル島の日本軍飛行場は占領せず新たな飛行場を建設することにした。アメリカ軍は潜水艦で島に偵察班を送り込んで地形・地質の調査を行い、1943年9月に飛行場建設地をタロキナに決定した。

## 戦闘経過

### タロキナ上陸

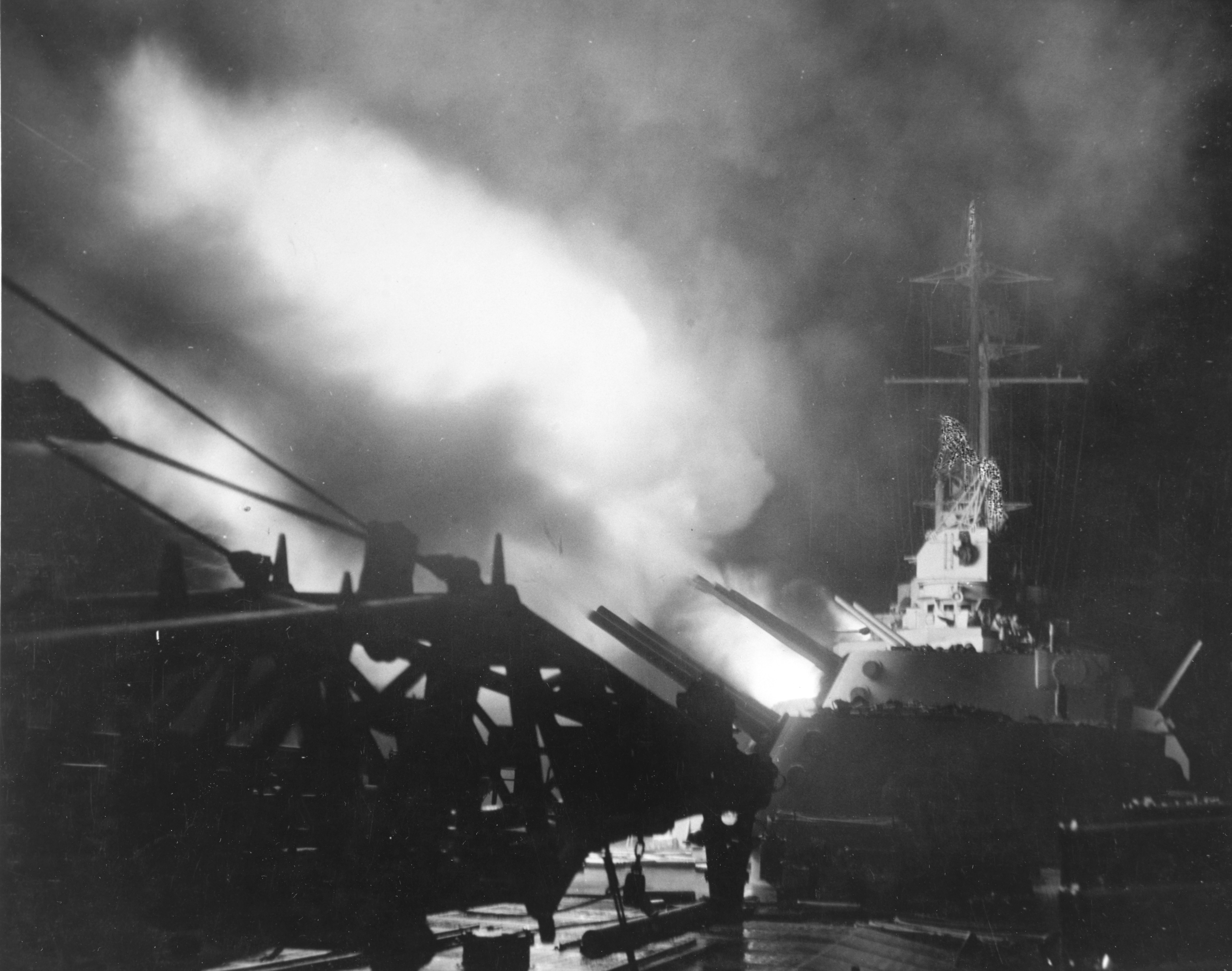
1943年11月1日のブーゲンビル上陸に際して行われた軽巡洋艦コロンビアによる艦砲射撃。

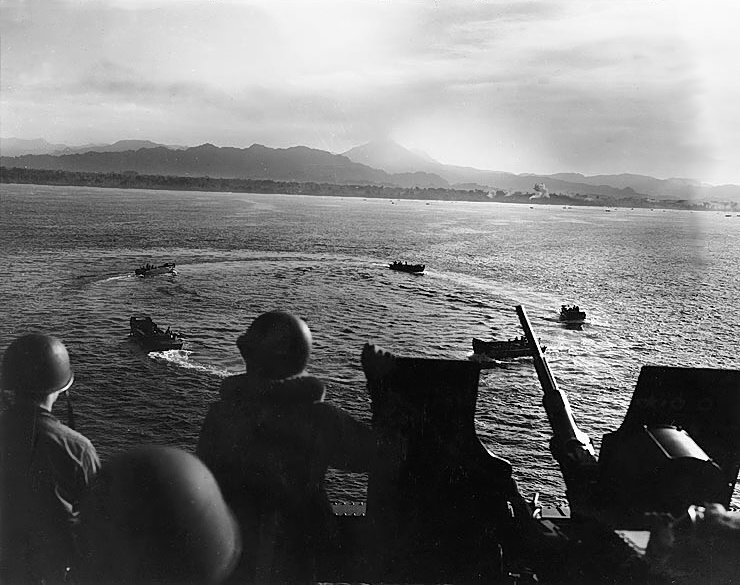
1943年11月1日、上陸作戦中のLCVP

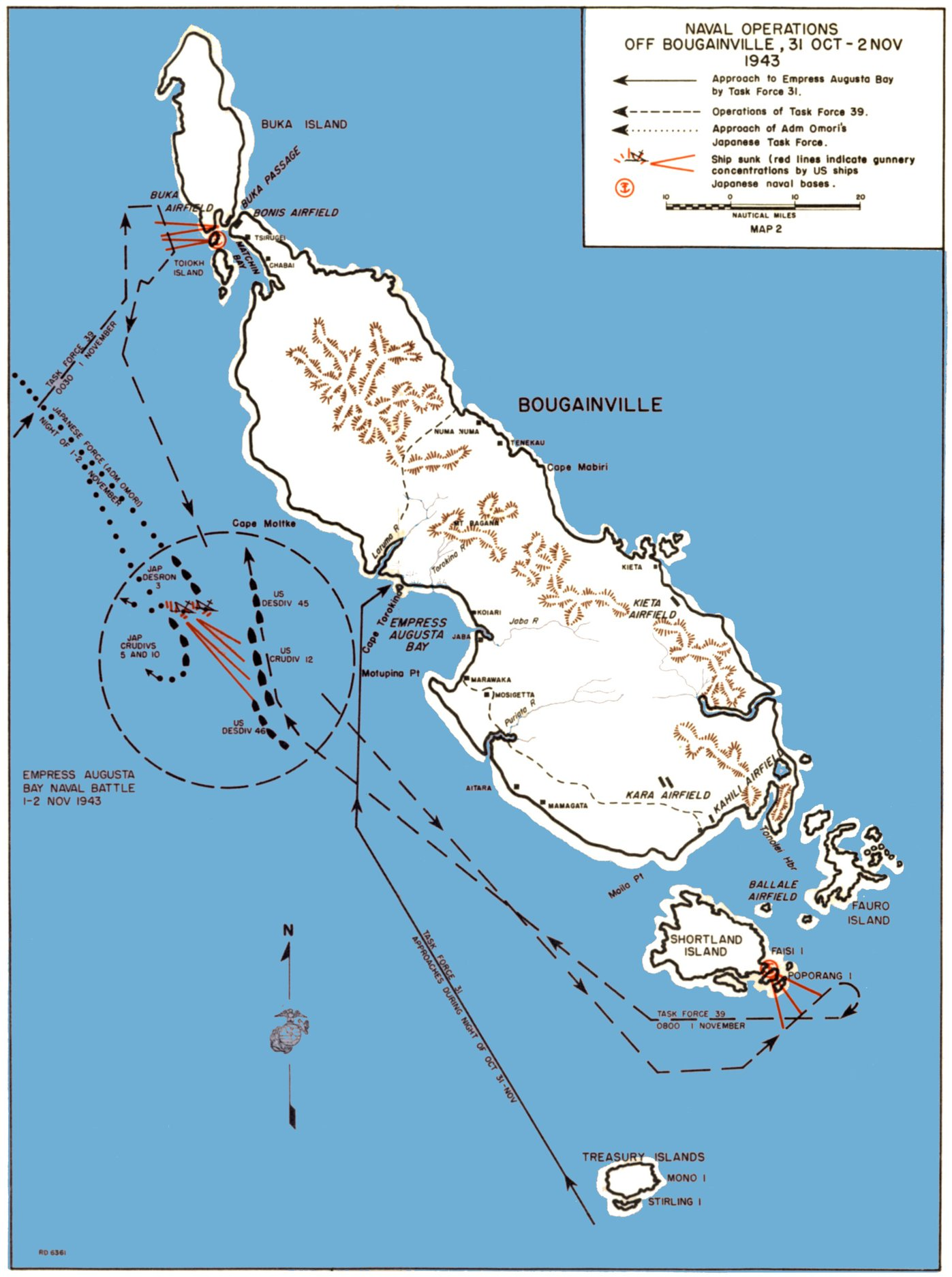

ルンガ泊地を出撃したアメリカ上陸部隊の主力である第3海兵師団7500名は11月1日、ブーゲンビル島西岸のタロキナ岬に上陸を開始した。守備する歩兵第23連隊堀之内中隊は人員270名、山砲一門を擁するのみであった。アメリカ軍は上陸後三日間で戦死78名、負傷104名の損害を蒙ったものの、橋頭堡を確保した。
日本軍司令部はアメリカ軍の上陸地点をショートランド島とブインに近いモライ岬であると予測していたが、実際にはブインとジャングルで隔てられたタロキナ岬に上陸されたため、迅速に反撃することができなかった。急遽、日本軍は、第17師団の歩兵第54連隊の1個大隊による逆上陸作戦を計画した。その支援のため海軍はラバウルより艦隊を発進させたが、11月2日未明に発生したブーゲンビル島沖海戦で、視界不良の中でアメリカ艦隊のレーダー照準射撃を浴びて敗退した。
1943年11月1日、日本海軍は「ろ号作戦」を発動し、ブーゲンビル島のアメリカ軍へ航空攻撃を行い、以後ブーゲンビル島沖航空戦が六回に渡って発生した。
なおも日本軍は逆上陸を行おうとし、支援部隊として巡洋艦と駆逐艦から成る遊撃部隊を編成してラバウルに進出させた。南太平洋軍司令官のハルゼーはこの遊撃部隊がタロキナに接近するのを阻止するためアメリカ軍空母部隊によるラバウル空襲（11月5日と11月11日）を決断した。この空襲は成功し、損害を受けた遊撃部隊の主要艦船はこの海域から撤退した。
日本軍の航空隊も反撃し、第一次ブーゲンビル島沖航空戦が発生した。
ただし駆逐艦4隻（天霧、文月、卯月、夕凪）に分乗した逆上陸部隊は、軽巡阿賀野、能代などの支援の下、11月7日にタロキナ近くのコロモキナ潟（Koromokina Lagoon）への上陸に成功した。逆上陸部隊は、アメリカ軍の第9海兵連隊の2個大隊と戦闘となり、続々到着するアメリカ軍増援の前に2日間の戦闘で敗退した（タロキナ逆上陸作戦）。
陸上からも歩兵第23連隊を中心とした第6師団部隊約1200名によりタロキナ奪還作戦が試みられ、困難なジャングル内の移動で消耗しつつも11月7日に戦闘を開始した。
湿地帯だったため膠着状態になったが、11月9日の戦闘でアメリカ軍が大きく押し返した。
日本軍部隊は補給も続かず、11月11日に作戦中止して後退した（第一次タロキナ作戦）。ろ号作戦は11月11日の第三次ブーゲンビル島沖航空戦をもって終了となった。その後も航空攻撃が続けられた。
日本軍はブカ島へ輸送作戦を行ったが、11月24日から25日にかけての海戦で敗北した。
アメリカ軍は、防衛態勢を安定させるために橋頭堡の拡大を図り、11月29日に海兵隊1個大隊による小規模な上陸作戦を行ったが、第6師団の一部により撃退された。日本側はこの戦闘をナボイ殲滅戦として過大評価した。
日本側は、既存拠点の防衛強化のため第17師団の歩兵第81連隊などを送り、11月末に上陸したこれらの部隊は北端のタリナ地区及び東岸のヌマヌマの守備についた。後にこれらの部隊は独立混成第38旅団（旅団長：木島袈裟雄少将）に改編された。ブインやキエタを含む南部は第6師団の担当地区となった。
ブーゲンビル島沖航空戦は12月3日の第六次ブーゲンビル島沖航空戦が最後となった。
12月15日にニューブリテン島にアメリカ軍が上陸するとラバウルの航空隊はそちらに対応することとなり、以後航空支援は無くなった。

### 第二次タロキナ作戦
アメリカ軍の目的はタロキナ岬に航空基地を建設することで、ブーゲンビル島全域の占領は予定されていなかった。ブーゲンビル島は深いジャングルと2000メートル級の山が連なる非常に険しい地形を有しており、しかもマラリアやチフスなどの病原体が蔓延している等、軍事行動には最悪の条件がそろっていたためである。12月までにタロキナ岬に飛行場が完成し、連合軍の航空機はジャングルに潜む日本軍を手当たりしだいに爆撃するようになった。ニュージーランド空軍も進出した。日本側には航空兵力が無く、これを迎撃できずにいた。

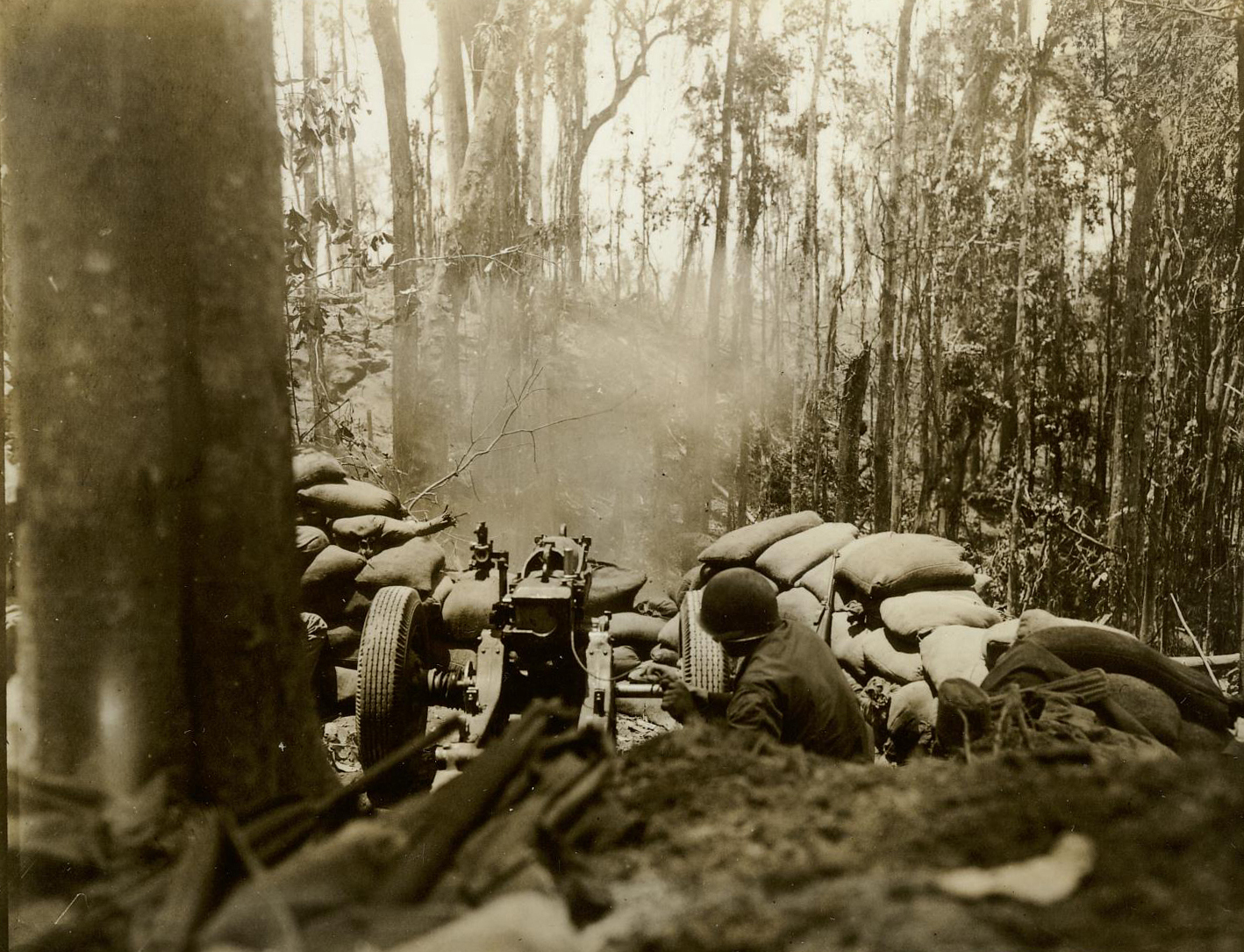
1944年3月、近距離で日本軍と交戦するアメリカ軍砲兵

日本の第17軍は第6師団を主力とする2万人近くの兵力で、陸路からのタロキナ航空基地制圧を再度試みることとした。1944年3月に、第6師団は全力を挙げて作戦を開始した（第二次タロキナ作戦）。しかし、またも移動途中のジャングルで消耗したうえ、激しい空襲を受けて損害が続出した。攻撃は3月8日に開始されたが、圧倒的な火力でのアメリカ軍の反撃により成果がないまま損害が増え、食料・弾薬にも事欠く状況になったため3月25日に攻撃中止を決定した。この作戦での第6師団の損害は、死傷率80%を超えた歩兵第45連隊を筆頭に死傷1万3千人の壊滅的なものであった。損害のうち少なくとも4千人以上は戦病によるものであった。この作戦で重火器の大半も失われた。第6師団長の神田中将は戦後の回想録の中で「攻撃を3月と決定したのは、食料が3月中になくなるため」と述べている。また神田中将は、「軍紀も勅諭も戦陣訓も百万遍の精神訓話も、飢の前には全然無価値であった」と語っている。。第二次タロキナ作戦後、アメリカ軍第37師団長ロバート・S・ベイトラー少将は降伏しようとする日本兵を捕虜とせずに射殺するよう命令し、多数が虐殺された。
戦史叢書はタロキナ作戦について、作戦自体の根本的欠陥を改善することなく同様な類型を繰り返したことがこの時期の南太平洋における陸軍作戦の特徴だと纏めた。

### 孤立と自活
以後、両軍は散発的に交戦していたが大規模な衝突は起こらなかった。アメリカ軍にしてみれば日本軍の補給を断って孤立させれば十分であり、日本軍は食糧不足で戦闘どころではなかった。
日本軍はラバウルからブカ島まで潜水艦と駆逐艦で補給物資を輸送したが、量は微々たるもので絶望的に足りなかった。しかも輸送部隊はしばしば航空機などの攻撃を受け、1943年11月24日のセント・ジョージ岬沖海戦では鼠輸送にやってきた日本艦隊が大打撃を被った。かくて1944年2月にはついに補給は途絶えてしまった。食料は日ごとに減少していった。各地の部隊は畑を耕して芋を収穫したがやはり量が十分ではなく、椰子の実やそのコプラなど食べられるものは何でも食べたが栄養失調の兵士が続出し、餓死者やマラリア患者などがバタバタと倒れていった。とくに蚊によって媒介されるマラリアは猛威を振るい、栄養失調のものから次々と感染して体力を奪われていった。医療品は望むべくも無かった。ガダルカナル島の「餓島（がとう）」に対して、ボーゲンビル島の「墓島（ぼとう）」と呼ばれる状況であった。

### 主計中尉の活躍
この状況の中、海軍部隊は餓死等の損耗が少なかったと言われている。海軍各部隊に配属された短期現役士官の主計中尉達が活躍したからと言われている。
ブインを防衛していた佐世保第六特別陸戦隊の場合、主計中尉であった新川中尉が着任直後から、現地自活を見越した食料補給体制を模索した。新川中尉は現地住民がタロイモを主食としている事から、甘藷を主食とする事が出来ないかと、下士官や一般兵卒、現地住民と協力の上、甘藷を栽培する方法を構築し、最終的には一兵士当り一日約3000グラムの甘藷を配給することに成功する。
しかし、現地自活体制構築を決めた直後から、多くの部隊から反対の声が上がり、初期の頃は計画通りの耕作生産作業が出来なかった。その為多くの兵士が飢餓や栄養失調で命を落とした。しかし、餓死者が出始めた頃から反対していた部隊も協力する様になり、リードタイムの差で餓死者が出たが、ガダルカナル島の様な大多数の餓死者を出す事態には至らず、また食糧消費者の絶対数が少なくなったこともあり、食料自給率は全部隊を養えるまでになった。

### オーストラリア軍との戦闘

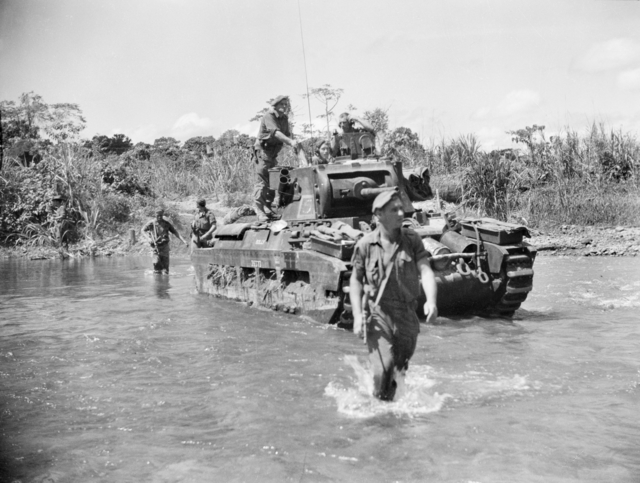
マチルダ歩兵戦車の援護を受けて進むオーストラリア軍。

アメリカ軍はフィリピンへ戦力を集中するため、ソロモン諸島の作戦をオーストラリア軍の第1軍に委ねることとした。ブーゲンビル島でも1944年10月から12月にかけてタロキナ岬の航空基地に駐留していたアメリカ軍部隊が転進し、替わりにオーストラリア第2軍団を配備された。第2軍団は第3師団（第7、15、29歩兵旅団基幹）と第11旅団を主力とし、これにフィジー歩兵連隊が増強されていた。さらに第23旅団が周辺島嶼に展開した。
1944年11月末よりオーストラリア軍は島の占領と日本軍の排除を目指して攻撃を開始した。まず、第7歩兵旅団がタロキナからヌマヌマへ向けて島を横断して迫った。日本軍の歩兵第81連隊はタロキナ峠に幾重にも防御線を築いてその前進を阻止したが、1月上旬に峠を失陥した。ただし、オーストラリア軍の前進はそこで停止し、終戦までヌマヌマは日本軍が維持した。
一方ブインのある南部では、1944年11月下旬にオーストラリア軍第29歩兵旅団がジャバ川に到達した。1944年12月から海岸沿いを南下して、2月にモシゲッタに到達したが、日本軍の歩兵第13連隊の伏撃を受けて損害を出した。日本軍はブインまでのジャングルに蛸壺陣地を作って抗戦した。オーストラリア軍は損害の大きい第29歩兵旅団に代わり、第7歩兵旅団を先頭に立てた。1945年4月に日本軍は、オーストラリア軍第7歩兵旅団の前進を阻止すべく、歩兵第13および23連隊を投じて豪州台附近で攻勢に転じた。しかし攻勢は失敗に終り、1600名以上の多大な損害を出して後退した。その後、オーストラリア軍は第15歩兵旅団を主力に日本軍を圧迫していった。

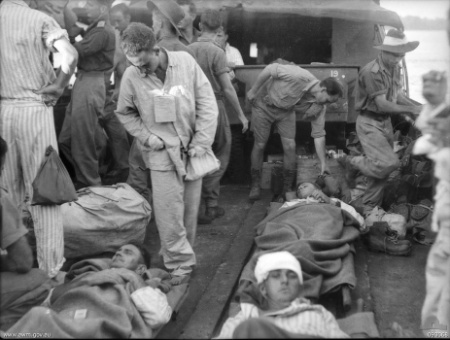
ポートン桟橋への上陸を試みたが撃退され、収容されたオーストラリア兵。

北端のタリナ地区では、オーストラリア第11旅団が攻撃を担当した。日本軍は各地に設置していた監視所から次々と駆逐され、クヌア近郊で翌1945年1月10日に独立混成第38旅団の一部が本格的な戦闘に突入した。日本軍は陸軍部隊が遅延行動を取って時間を稼ぎ、その間に海軍設営隊が後方に陣地を建設し食料を増産、先住民を使って新しい畑を後方に作成してブカ島における戦闘に備える方針を採った。戦闘は4月25日まで続き、スン高地でオーストラリア軍第11旅団に大打撃を与えることに成功したが、日本陸軍部隊はタリナ地区での全滅を回避して東岸のヌマヌマに後退した。その結果ソラケン半島の港がオーストラリア軍に奪われ、そこから物資が揚陸されることとなった。以後も海軍第87警備隊（司令：加藤榮吉大佐）指揮下で戦闘が続けられ、ブカ島へ続くボニス半島の第211設営隊を中心に迎撃体制が取られた。日本軍はジャングルを使ってのゲリラ戦に臨み、少人数に分けた斬り込み部隊を徒歩やカヌーでオーストラリア軍の戦線に浸透させ、補給線や駐屯地を爆薬や地雷で攻撃して後方を撹乱した。また防御線ではジャングルに蛸壺を掘り、進撃予想路に地雷を敷設し、斥候部隊を伏撃して戦線を維持した。6月に入るとオーストラリア軍は戦車を投入して日本軍の防衛戦線を突破した。このため日本軍は防衛線を後方のジャングルに移転して対応し、航空用の60キロ爆弾を改造した対戦車地雷を急造して戦車1両を撃破、以降オーストラリア軍は戦車での戦線突破を行なわなくなった。また防衛線の包囲のため夜間にポートン桟橋に部隊を上陸させたが日本軍によって撃退された（ポートン桟橋の戦い）。
7月中旬頃になるとオーストラリア軍は日本軍の斬り込み戦術を熟知して、各地でこれを撃滅するようになり、合わせて猛烈な艦砲射撃と空爆を行なった。この結果食糧生産が滞るようになり、日本軍は疲弊して負傷者や戦死者が続出した。北部の第87警備隊はボニス半島での抗戦はあと1ヶ月が限界と見てブカ島への撤退を計画、7月23日に残存していた山砲や高射砲を全弾発射してオーストラリア軍の進撃を牽制し、その隙に部隊を後退させた。
1945年8月15日に日本が降伏すると、ラバウルより停戦命令が伝わり日本軍は戦闘を停止し、暗号表などの秘密書類を焼却した。9月3日に武器を引き渡して降伏した。

## 時系列
1943年（昭和18年）
- 10月27日 - ニュージーランド軍がトレジャリー諸島に上陸
- 11月1日 - アメリカ軍がブーゲンビル島のタロキナに上陸
- 11月2日 - ブーゲンビル島沖海戦（エンプレス・オーガスタ湾海戦）。日本軍ろ号作戦を開始。
- 11月5日 - 連合国軍の空母機動部隊による大規模なラバウル空襲。日本軍も反撃し第一次ブーゲンビル島沖航空戦が発生。
- 11月7日～11月9日 - ブーゲンビル島で日本軍は第一次タロキナ攻撃及びタロキナ逆上陸作戦を行うが失敗
- 11月8日 - 第二次ブーゲンビル島沖航空戦
- 11月11日 - 連合国軍の空母機動部隊による二度目の大規模なラバウル空襲。日本軍も反撃し第三次ブーゲンビル島沖航空戦が発生。
- 11月13日 - 第四次ブーゲンビル島沖航空戦
- 11月17日 - 第五次ブーゲンビル島沖航空戦
- 11月24日 - セントジョージ岬沖海戦
- 11月29日 - ナボイの戦い
- 12月3日 - 第六次ブーゲンビル島沖航空戦
- 12月17日 - アメリカ軍はブーゲンビル島のタロキナ基地からのラバウル空襲を開始

1944年（昭和19年）
- 1月31日 - 日本軍、グリーン諸島（ブーゲンビル島の北西）において連合国軍の上陸部隊を撃退
- 2月15日 - 連合国軍がグリーン諸島に上陸
- 2月27日 - 連合国軍、グリーン諸島の占領を完了
- 3月8日～3月25日 - ブーゲンビル島で日本軍は第二次タロキナ攻撃を行うが失敗

1945年（昭和20年）
- 6月8日～6月10日 - ポートン桟橋の戦い
- 8月15日 - 日本が連合国に降伏。戦闘停止
- 9月3日 - ブーゲンビル島の日本軍が武装解除の後降伏

## 戦後

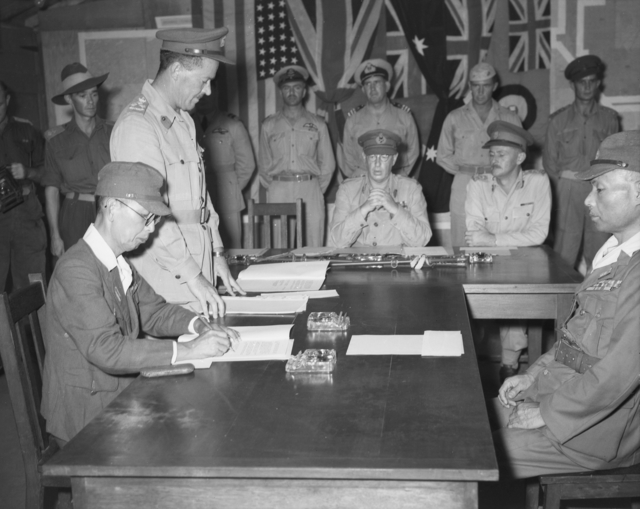
降伏文書に署名する神田中将。机を挟んで座るのは鮫島中将

降伏した日本兵は一度タロキナに集められた。一部はそこでオーストラリア兵の略奪に遭い、ボロボロにやつれた日本兵は時計などの貴重品から士官の階級章までも奪われた。最終的に全ての捕虜はブーゲンビル島南端に付属するファウロ島の捕虜収容所に集められたが、環境は劣悪で捕虜の1割がマラリアなどの病気で命を落した。翌年2月より復員が開始され、氷川丸と葛城が生き残った日本兵を復員させた。

## 評価
アメリカ軍と交代したオーストラリア軍が攻勢作戦をとったことに対し、戦略的に無意味な戦闘であったとの批判がある。こうした批判は、すでに戦時中から起こっていた。攻勢作戦でのオーストラリア軍の戦死者は500人を超えている。オーストラリア軍のブレーミー将軍は、士気の低下を防ぎ、先住民の早期の解放をするために有益であったと反論している。

## 先住民
ブーゲンビル島には原始的な生活を営む先住民が数多く生活していた。彼らは対外的に「ピジン・イングリッシュ」と言う独特の英語を用いており、英語を介して意思疎通は可能であった。その為、海軍部隊の一部は現地住民の交流と宣撫工作を進めて行く。
ブカ地区では、日本海軍の河西小太郎海軍主計大尉が、一橋大学での植民地政策に関する講義を元に宣撫工作を立案し実行した。日本兵に略奪禁止を徹底させ、先住民には日本式農園の作り方や塩、魚の取り方、ドラム缶からスコップやナイフ等を作る技術を教えて信頼関係を築き上げた。そして余剰した食料を日本軍に上納させ、労働力を提供してもらうことで先住民を後方支援部隊に仕立て上げた。特にブカ島では先住民向けの学校を設置し、各地の青年を集めて上記の技術を教えた。ブインでの海軍部隊の現地自活の成功も現地住民の協力があればこそであった。
これらの交流は大成功を収めた。戦争終結後、現地に於ける軍事裁判の場合、連合国軍側が旧日本軍側に対して恣意的な判決が続出した際、多くの現地住民が日本軍将兵を擁護した。また、過酷な捕虜生活に於いて、困窮している日本軍将兵を原住民が助けたりと、多くの日本軍将兵の命が助かる一因となる。この影響は終戦後も続き、ソロモン諸島は世界でも屈指の親日地域となっている。 終戦直後、この事実を知ったオーストラリア軍司令部は「金も物もない日本軍に原住民は、何故こうも協力的なのだ」と不思議がったという。この事に関して当事者である新川主計中尉はこう語っている。「結局は誠意の問題である。白人は彼らを人間として扱わなかったが、私達は彼らを人間として扱った。そこが違っていたのだろう。もし、反対の事が起こっていたら、彼らはベトコン・ゲリラみたいになっていただろう。」